# Spathius antisthenes
Spathius antisthenes är en stekelart som beskrevs av Nixon 1943. Spathius antisthenes ingår i släktet Spathius och familjen bracksteklar. Inga underarter finns listade i Catalogue of Life.